# Miguel Ángel Ciganda Archanco
Miguel Angel Ciganda Archanco (Pamplona, 1945). Dissenyador industrial i d'interiors.
El 1968 crea l'estudi de decoració i disseny M.A. Ciganda, dedicat a projectes d'interiorisme des d'on ha col·laborat amb diversos arquitectes nacionals. A partir del 1984 alterna la seva tasca com a interiorista amb el disseny industrial, principalment dissenyant per a productores de llums i mobles. Com a interiorista ha realitzat projectes per a locals comercials, restaurants, hotels, etc., destacant l'interiorisme del Pavelló espanyol de l'Exposició Universal de Sevilla de 1992. Els seus dissenys han rebut diversos premis i entre ells podem destacar el carret Carrophone (1987), la cadira de braços Kokatu (1987) o el llum Veroca.